# Gaëtan Roussel
Gaëtan Roussel es un cantante y compositor francés, nacido el 13 de octubre de 1972 en Rodez (Aveyron). Ha sido el vocalista de los grupos de rock Louise Attaque y Tarmac. 

## Biografía
En 2008 participó a la composición de las canciones y en la producción del último álbum de Alain Bashung, Bleu pétrole, que fue galardonado en 2009 en los premios Victoires de la musique. Ha compuesto la música de dos películas, de Benoît Delépine y Gustave Kervern: Louise-Michel y Mammuth. Gaëtan Roussel también ha escrito para artistas como Rachid Taha y Vanessa Paradis. 
En 2009 emprende una carrera en solitario y aparece Ginger, del cual forma parte su sencillo Help myself (Nous ne faisons que passer) el cual, después de su salida el 8 de marzo de 2010, fue muy difundido por las emisoras de radio francesas. Este tema consiguió también una cierta popularidad en Quebec durante la primavera y el verano de 2010.
Ganó el premio "Victoires de la musique" al mejor álbum de rock del año 2011, durante la emisión retransmitida el miércoles 9 de febrero del mismo año en France 4, así como al mejor intérprete masculino y al mejor álbum del año por Ginger en la que se retransmitió el 1 de marzo de 2011. 
También en 2011 participó en un álbum que recupera temas de Alain Bashung y que se titula Tels Alain Bashung, donde interpreta, entre otros canciones, J'passe pour une caravane. 

## Discografía en solitario

### Álbumes
- Ginger – 15 de marzo de 2010

### Sencillos
- Help myself (Nous ne faisons que passer) (2010)
- Dis-moi encore que tu m’aimes (2010)

## Enlaces
- Wikimedia Commons alberga una categoría multimedia sobre Gaëtan Roussel.
- Página oficial (en francés)
- Su éxito "Help myself" en Deezer.com

- Datos: Q1496734
- Multimedia: Gaëtan Roussel / Q1496734